# Milan (Nuovo Messico)
Milan è un villaggio della contea di Cibola, Nuovo Messico, Stati Uniti. La popolazione era di 3.245 abitanti al censimento del 2010.
Un sobborgo di Grants, la popolazione di Milan è aumentata di oltre 1.300 abitanti tra il 2000 e il 2010, un tasso del 71,6%. Sono in costruzione molte nuove case e attività orientate ai servizi. Milan è il sito del Cibola County Correctional Center, gestito da privati, che ospita oltre 1.000 prigionieri federali ed è un importante datore di lavoro.

## Geografia fisica
Secondo lo United States Census Bureau, ha un'area totale di 4,34 mi² (11,24 km²).

## Società

### Evoluzione demografica
Secondo il censimento del 2010, la popolazione era di 3.245 abitanti.

### Etnie e minoranze straniere
Secondo il censimento del 2010, la composizione etnica del villaggio era formata dal 68,0% di bianchi, l'1,4% di afroamericani, il 13,0% di nativi americani, lo 0,6% di asiatici, lo 0,2% di oceanici, il 14,4% di altre razze, e il 2,6% di due o più etnie. Ispanici o latinos di qualunque razza erano il 67,1% della popolazione.